# Christian Heiner Wolf

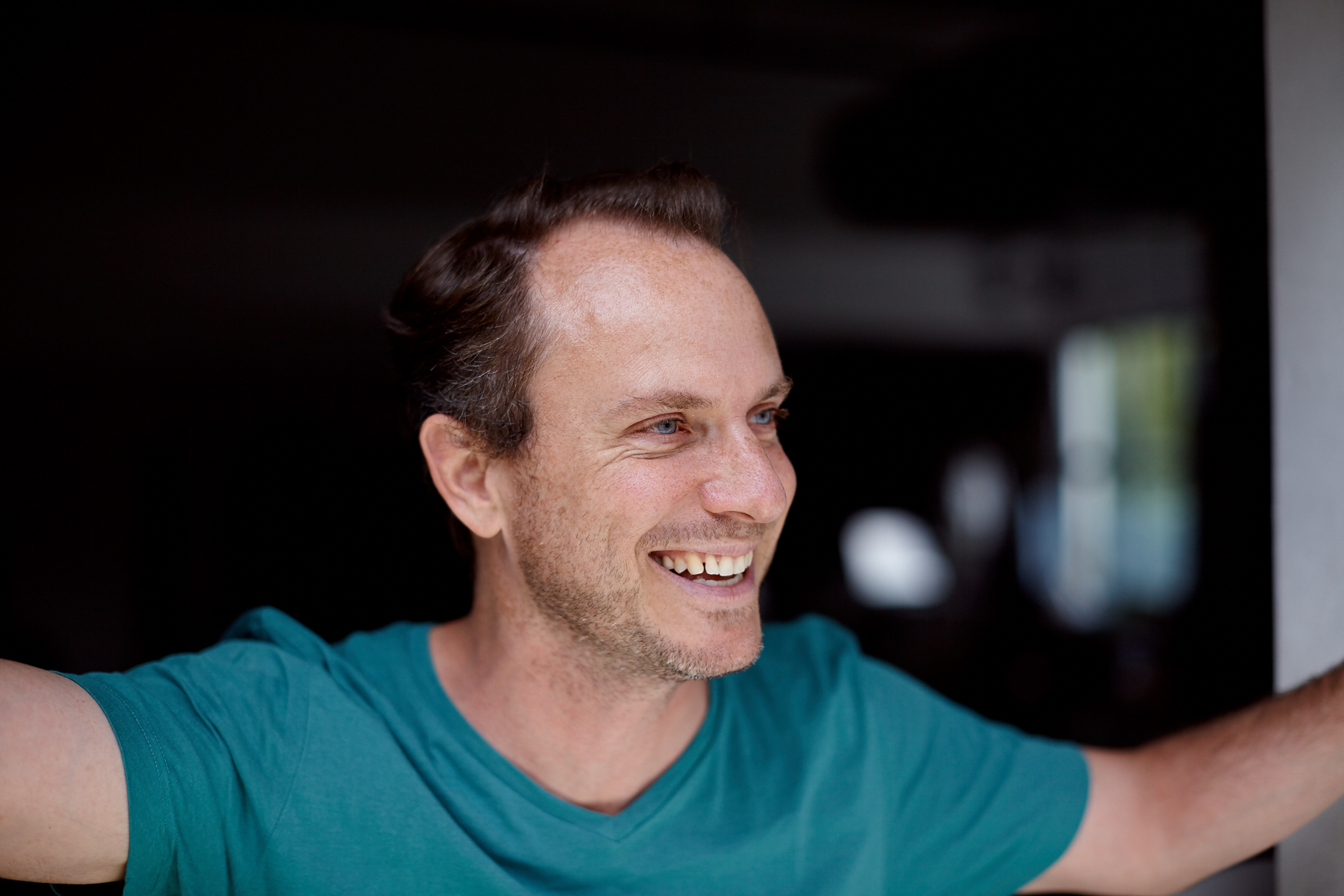
Christian Heiner Wolf

Christian Heiner Wolf (* 1971 in Dresden) ist ein deutscher Schauspieler.

## Leben
Christian Heiner Wolf wuchs in Dresden, München und Maysville, Missouri auf. Mit seinen Eltern, beide Musiker, kam er 1977 nach Übersiedlung aus der DDR nach München. Nach dem Abitur und einer Ausbildung zum Hotelkaufmann in München, absolvierte er ein Diplomstudium an der TU München im Fach Geographie. Während der Studienzeit nahm er Unterricht in Schauspiel und Sprechtechnik. Von 2001 bis 2008 spielte er an verschiedenen deutschen freien Theaterbühnen.
Erste Arbeiten vor der Kamera entstanden ab 2002 an der HFF München, der HFF Potsdam und für das Fernsehen. Der Diplomfilm Suicide Club des Regisseurs Olaf Saumer mit Wolf in einer der Hauptrollen entstand für die Kunsthochschule Kassel und gewann 2010 auf dem Filmfestival Max Ophüls Preis in Saarbrücken den Preis der Ökumenischen Jury (bis 2014: Interfilmpreis) und lief darauffolgend in deutschen Kinos. Im Kinofilm Stellungswechsel (Regie: Maggie Peren) spielte er an der Seite von Sebastian Bezzel. Nach mehreren Engagements in TV-Serien wurde er ab 2017 bekannt durch seine Rolle als Pater Benedikt in der TV-Serie Hindafing, die von 2017 bis 2019 mit Maximilian Brückner in der Hauptrolle in zwei Staffeln in und um München gedreht wurde. Im Kinofilm Schwimmen der Regisseurin Luzie Loose spielte er 2018 einen verzweifelten Vater neben Lisa Vicari und Jonathan Berlin. Im Fernsehfilm Irgendwas bleibt immer aus dem Jahr 2019 stand Christian Heiner Wolf unter der Regie von Thomas Kronthaler zusammen mit Lisa Maria Potthoff, Manuel Rubey und Justus von Dohnanyi vor der Kamera.
Er ist Mitglied im Bundesverband Schauspiel (BFFS).

## Film & Fernsehen (Auswahl)
- 2002: Sinan Toprak ist der Unbestechliche (Episode: Das Glück dieser Erde. Regie: Andreas Prochaska)
- 2004: Rosenheim-Cops (Episode: Umzug für eine Leiche. Regie: Stefan Klisch)
- 2006: Suicide Club (Regie: Olaf Saumer)[1]
- 2007: Stellungswechsel (Regie: Maggie Peren)
- 2007: Zwerg Nase (TV-Film. Regie: Felicitas Darschin)
- 2008: Hanna und die Bankräuber (TV-Film. Regie: Carolin Otterbach)
- 2008: Unverwundbar (Diplomfilm HFF München. Regie: Felice Götze)[2]
- 2009: Kommissarin Lucas – Vergessen und Vergeben (TV-Reihe. Regie: Christiane Balthasar)
- 2009: Der Bergdoktor (Episode: Tiefer Fall. Regie: Ulrike Hamacher)
- 2012: Drei Stunden (Regie: Boris Kunz)
- 2015: Utta Danella – Lügen haben schöne Beine (TV-Reihe. Regie: Thomas Kronthaler)
- 2016: Hubert ohne Staller (Episode: Vom Himmel Hoch. Regie: Erik Haffner)
- 2016: Soko Kitzbühel (Episode: Ausgeliefert. Regie: Rainer Hackstock)
- 2016: Soko München (Episode: Der verlorene Sohn. Regie: Katharina Bischof, Johanna Thalmann)
- 2017: Schwimmen (Regie: Luzie Loose)[3]
- 2017: Unter deutschen Betten (Regie: Jan Fehse)
- 2017: Zwischen uns steht ein Salat (Kurzfilm)[4]
- 2017: Um Himmels Willen (2 Episoden: Platzverweis / Falsche Hoffnungen. Regie: Andi Niessner / Dennis Satin)
- 2017: Hindafing (2 Episoden: Wahlkämpfe / Schwarze Kassen. Regie: Boris Kunz)
- 2018: Alles ist Gut (Regie: Eva Trobisch)[5]
- 2018: Sieben Stunden (2018) (TV-Film. Regie: Christian Görlitz)
- 2018: Tonio & Julia: Ein neues Leben (TV-Reihe. Regie: Bettina Woernle)
- 2019: Hindafing (3 Episoden: Inneres und Sicherheit / Exportweltmeister / Von ganz oben. Regie: Boris Kunz)
- 2019: Irgendwas bleibt immer (TV-Film. Regie: Thomas Kronthaler)[6]
- 2020: Tatort – Unklare Lage (TV-Reihe. Regie: Pia Strietmann)
- 2021: Tanze Tango mit mir
- 2022: Hartwig Seeler – Im Labyrinth der Rache
- 2023: SOKO Hamburg – Die letzte Beichte